# Ogulcan Bekar
Ogulcan Bekar (* 1. September 2000) ist ein ehemaliger österreichischer Fußballspieler.

## Karriere

### Verein
Bekar begann seine Karriere beim FC Mellau. 2014 kam er in die AKA Vorarlberg. 2017 wechselte er in die Akademie des FC Red Bull Salzburg. Zur Saison 2018/19 rückte er in den Kader des Farmteams FC Liefering auf.
Sein Debüt in der 2. Liga gab er im August 2018, als er am vierten Spieltag jener Saison gegen die SV Ried in der 83. Minute für Philipp Sturm eingewechselt wurde.
Nach neun Einsätzen für Liefering wechselte er im Jänner 2020 zum Bundesligisten SCR Altach. In Altach kam er allerdings wegen Herzproblemen nie zum Einsatz. Aufgrund dieser beendete Bekar seine Karriere im Oktober 2021 im Alter von 21 Jahren schließlich auch.

### Nationalmannschaft
Bekar spielte bereits für diverse österreichische Jugendnationalauswahlen. Im September 2017 kam er erstmals für die U-18-Mannschaft zum Einsatz.